# Toshihiro Nagoshi
Toshihiro Nagoshi (名越 稔洋, Nagoshi Toshihiro) (Shimonoseki, 17 juni 1965) is een Japans producent en ontwerper van computerspellen. Hij is creatief directeur bij Sega en lid van de raad van bestuur bij Atlus.

## Carrière
Nagoshi kwam na zijn studie filmproducent in 1989 bij Sega te werken bij de divisie AM2 onder leiding van Yu Suzuki. De eerste speltitel waar hij aan ging werken als hoofdontwerper was Virtua Racing. Daarna ontwierp hij zijn eigen racespel, genaamd Daytona USA, waar hij zowel de rol van producent, regisseur als hoofdontwerper kreeg.
Rond 1998 had Nagoshi zijn eigen arcade-afdeling waar hij werkte aan het beat 'em up-spel SpikeOut. Ook speelde hij een rol in het tot stand komen van Shenmue.
In 2005 lanceerde Nagoshi zijn eerste gelijknamige spel in de Yakuza-serie. Het spel kostte $21 miljoen om te produceren en was zijn eerste spel voor de PlayStation 3.
Begin 2012 werd bekendgemaakt dat Nagoshi werd gepromoveerd tot creatief directeur bij Sega of Japan.

## Werken
- Virtua Racing (1992) - hoofdontwerper
- Daytona USA (1993) - regisseur
- Scud Race (1996) - regisseur
- Shenmue (1999) - leidinggevende
- SpikeOut (1999) - regisseur
- Planet Harriers (2000) - regisseur
- Super Monkey Ball-serie (2005) - producent/regie
- F-Zero GX (2003) - producent
- Yakuza-serie (2005) - producent/regie/uitvoerend regisseur
- Valkyria Chronicles (2008) - hoofdproducent
- Mario & Sonic op de Olympische Winterspelen (2008) - hoofdproducent
- Bayonetta (2008) - hoofdproducent
- Fist of the North Star: Lost Paradise (2018) - uitvoerend regisseur
- Team Sonic Racing (2019) - uitvoerend producent
- Yakuza: Like a Dragon (2020) - uitvoerend regisseur